# Смерть генерала Вольфа
«Смерть генерала Вольфа» англ. (The Death of General Wolfe) — картина 1770 року англо-американського художника Бенджаміна Веста, присвячена битві при Квебеку 1759 року, де генерал Джеймс Вольф загинув у момент перемоги. Картина, яка містить яскраві натяки на мученицьку смерть, зламала стандартне правило історичного портрета, показуючи людей, які не були присутні на місці подій та одягнені в сучасні, а не класичні костюми. Картина стала однією з найвідоміших у мистецтві XVIII століття.

## Історичний контекст
«Смерть генерала Вольфа» описує битву за Квебек, також відому як битва на рівнинах Авраама, 13 вересня 1759 року. Це була вирішальна подія семирічної війни, яка вирішила долю французьких колоній у Північний Америці.
Битва велася між британською та французькою армією; запеклий бій тривав лише п'ятнадцять хвилин. Британською армією командував генерал Вольф. Не зважаючи на те, що генерал Вольф утримав британську лінію проти французів і виграв битву, він був смертельно поранений декількома пострілами. Після смерті генерал Вольф здобув славу національного героя. Він став символом перемоги Великої Британії під час Семирічної війни для людей по всій Британській імперії. На першій виставці в Лондоні глядачі вишикувалися в черги, аби побачити картину.

## Історія та опис
Вест зображує генерала Вольфа схожим на Христа. Картина має трикутну композицію, утворену верхньою частиною прапора (як вершиною) і позиціями чоловіків. Це нагадує християнські сцени, де Христа тримають в обіймах Діви Марії.
Капітан Гарві Смайт зображений у момент, коли він тримає праву руку Вульфа. У мистецтві дотик рукою до свого обличчя є ознакою глибокої думки й розуму. Деякі вважають це ідеалізацією, натхненною концепцією благородного дикуна. Оригінальні предмети одягу, які були використані як модель для зображення воїна на картині, можна знайти в колекції Британського музею (а також додаткові артефакти перших націй, використані в інших картинах Веста).
На землі перед Вольфом лежать його мушкет, ладівниця і багнет.
Вольф пішов воювати, озброєний так само, як і його люди, але його мушкет був вищої якості. Його одяг теж достойний уваги. Він був одягнений в червоний жилет, бриджі та білу сорочку. Для командного складу таке вбрання було досить простим.
Поруч з Вольфом в блакитному жилеті стоїть лікар Томас Гінде. Він намагається зупинити кровотечу з ран Вольфа. Пізніше генерал Вольф помирає на руках у лікаря.
На задньому плані та ліворуч від людей, які оточують Вольфа, зображений бігун, що наближається. Він махає капелюхом, щоб привернути їхню увагу та тримає захоплений геральдичний прапор із ліліями, який є символом Франції й означає звістку, передану вмираючому Вольфу, про те, що французи зазнають поразки.
Вибір Веста зобразити своїх людей у сучасному одязі був у той час дуже суперечливим. Хоча зображені події відбулися лише одинадцять років тому, мистецька традиція часів Веста вимагала передавати такий сюжет на історичній картині без зображення людей у сучасному одязі. Під час написання картини сер Джошуа Рейнольдс доручив Весту одягнути людей у класичний одяг, від якого Вест відмовився. Після завершення роботи над картиною Георг III відмовився її придбати, оскільки вважав, що вибір Вестом одягу принижує предмет зображення. Проте наступні роки принесли зміну поглядів і мистецьких традицій, і картина була значною мірою виправдана, започаткувавши практику більшої сучасної точності в історичному живописі.
Спочатку картина була виставлена в Королівській академії в Лондоні. Вона була подарована Канаді в 1921 році як данина за заслуги в Першій світовій війні.
Гравюра Вільяма Вуллетта була найвідомішою копією оригінальної картини Веста і стала популярною в усьому світі. Чорно-білу копію гравюри можна побачити в замку Бродік на острові Арран, Шотландія.

## Варіанти
Окрім оригіналу, Вест створив ще щонайменше чотири додаткові версії «Смерті генерала Вольфа».. Основна копія картини наразі перебуває в колекції Національної галереї Канади, а інші екземпляри зберігаються в Королівському музеї Онтаріо (як частина мистецької колекції Канади) та Бібліотеці Вільяма Л. Клементса в Університеті Мічиган. Четверта виготовлена копія знаходиться в Айкворт-хаусі, Саффолк, Англія. Кожне копія мала власну варіацію в зображенні смерті Вольфа. П'ятий примірник з автографом був виготовлений на замовлення Георга III у 1771 році та все ще знаходиться в Королівській колекції.

## Художня інтерпретація
Зображення Вестом смерті Вольфа посеред бою є образним, а не буквальним. Картина, хоч і отримала широке визнання, також була піддана сильній критиці через історично неточне зображення самої смерті Вольфа. Наприклад, видатні постаті, які оточували та спостерігали за головним героєм, коли він лежав при смерті, є чудовим прикладом художньої інтерпретації.
Немає жодних доказів того, що будь-яка з історичних осіб, які оточували Вольфа на картині, насправді була присутня під час його смерті. Усі вони були високопоставленими військовими і були б зайняті деінде в битві, тому що Вольф загинув у розпал самої битви, а не після. Однак вибір Веста показати смерть Вольфа в образі вмираючого мученика (багато хто порівнює його з Христом) перетворює смерть генерала з простої жертви війни на смерть героя, який символізує британську справу.

## Спадщина
Незважаючи на те, що картина є більш драматизованою версією смерті Вольфа, ніж у реальності, роботи Веста були новаторськими для мистецтва того часу. Раніше сучасні сцени малювали в грецьких та римських декораціях. Інші радили Весту не використовувати реалістичні образи XVIII століття, такі як сучасні костюми. Хоча смерть Вольфа вже була зображена принаймні двома іншими художниками до Веста, й обидві картини також зображували Вольфа та його смерть у більш реалістичному стилі, саме успіх картини Веста допоміг утвердити новий стиль мистецтва.